# Tomáš Šmíd
Tomáš Šmíd (Plzeň, 20 mei 1956) is een  voormalig tennisser uit Tsjecho-Slowakije.

## Enkelspel
In het enkelspel heeft hij negen titels behaald, waaronder 't Melkhuisje in 1983 tegen Balázs Taróczy. Daarnaast stond hij 19 keer als verliezer in een finale.

### Titels enkelspel (9)
| Nr | Jaar | Toernooi                  | Finalist         | Score                   |
| -- | ---- | ------------------------- | ---------------- | ----------------------- |
| 1. | 1978 | ATP Sarasota              | Nick Saviano     | 7–6, 0–6, 7–5           |
| 2. | 1979 | ATP Stuttgart outdoor     | Ulrich Pinner    | 6–4, 6–0, 6–2           |
| 3. | 1980 | ATP Stuttgart indoor      | Mark Cox         | 6–1, 6–3, 5–7, 1–6, 6–4 |
| 4. | 1980 | ATP Bologna Indoor        | Paolo Bertolucci | 7–5, 6–2                |
| 5. | 1982 | Mexico City WCT           | John Sadri       | 3–6, 7–6, 4–6, 7–6, 6–2 |
| 6. | 1982 | Cap d'Agde                | Lloyd Bourne     | 6–3, 6–4, 5–7, 6–2      |
| 7. | 1983 | ATP München               | Joakim Nyström   | 6–0, 6–3, 4–6, 2–6, 7–5 |
| 8. | 1983 | Dutch Open, 't Melkhuisje | Balázs Taróczy   | 6–4, 6–4                |
| 9. | 1985 | ATP Genève                | Mats Wilander    | 6–4, 6–4                |

## Herendubbelspel
In het herendubbelspel heeft Šmíd 54 titels behaald, waarvan 32 op gravel. Daarnaast stond hij 47 keer als verliezer in de finale.

### Titels herendubbelspel (54)
| Legenda                |
| ---------------------- |
| Grand Slam (2)         |
| Tennis Masters Cup (1) |
| ATP Masters Series (1) |
| Grand Prix (50)        |

| Titels per ondergrond |
| --------------------- |
| hardcourt (10)        |
| gravel (32)           |
| gras (0)              |
| tapijt (12)           |

| Nr  | Jaar | Toernooi                          | Partner           | Finalisten                          | Score                     |
| --- | ---- | --------------------------------- | ----------------- | ----------------------------------- | ------------------------- |
| 1.  | 1978 | Monte Carlo WCT Monaco            | Peter Fleming     | Jaime Fillol Sr. Ilie Năstase       | 6–4, 7–5                  |
| 2.  | 1978 | Stuttgart Outdoor Duitsland       | Jan Kodeš         | Carlos Kirmayr Belus Prajoux        | 6–3, 7–6                  |
| 3.  | 1979 | Hamburg Duitsland                 | Jan Kodeš         | Mark Edmondson John Marks           | 6–3, 6–1, 7–6             |
| 4.  | 1979 | Rome Italië                       | Peter Fleming     | José Luis Clerc Ilie Năstase        | 4–6, 6–1, 7–5             |
| 5.  | 1979 | Buenos Aires Argentinië           | Sherwood Stewart  | Marcos Hocevar João Soares          | 6–1, 7–5                  |
| 6.  | 1980 | Stuttgart Indoor Duitsland        | Wojtek Fibak      | Tim Mayotte Larry Stefanki          | 6–4, 7–6                  |
| 7.  | 1982 | Genova WCT Italië                 | Pavel Složil      | Mike Cahill Buster Mottram          | 6–7, 7–5, 6–3             |
| 8.  | 1982 | Munich-2 WCT Duitsland            | Mark Edmondson    | Kevin Curren Steve Denton           | 4–6, 7–5, 6–2             |
| 9.  | 1982 | Madrid Spanje                     | Pavel Složil      | Heinz Günthardt Balázs Taróczy      | 6–1, 3–6, 9–7             |
| 10. | 1982 | Hamburg Duitsland                 | Pavel Složil      | Anders Järryd Hans Simonsson        | 6–4, 6–3                  |
| 11. | 1982 | Hilversum Nederland               | Jan Kodeš         | Heinz Günthardt Balázs Taróczy      | 7–6, 6–4                  |
| 12. | 1982 | Genève Zwitserland                | Pavel Složil      | Carl Limberger Mike Myburg          | 6–4, 6–0                  |
| 13. | 1982 | Amsterdam Nederland               | Fritz Buehning    | Kevin Curren Buster Mottram         | 4–6, 6–3, 6–0             |
| 14. | 1982 | Toulouse Frankrijk                | Pavel Složil      | Jean-Louis Haillet Yannick Noah     | 6–4, 6–4                  |
| 15. | 1982 | Dortmund WCT Duitsland            | Pavel Složil      | Mike Cahill Franciso González       | 6–2, 6–7, 6–1             |
| 16. | 1983 | Guarujá Brazilië                  | Tim Gullikson     | Shlomo Glickstein Van Winitsky      | 5–7, 7–6, 6–3             |
| 17. | 1983 | Richmond WCT Verenigde Staten     | Pavel Složil      | Fritz Buehning Brian Teacher        | 6–2, 6–4                  |
| 18. | 1983 | Delray Beach WCT Verenigde Staten | Pavel Složil      | Anand Amritraj Johan Kriek          | 7–6, 6–4                  |
| 19. | 1983 | Milaan Italië                     | Pavel Složil      | Fritz Buehning Peter Fleming        | 6–2, 5–7, 6–4             |
| 20. | 1983 | Bournemouth Engeland              | Sherwood Stewart  | Heinz Günthardt Balázs Taróczy      | 7–6, 7–5                  |
| 21. | 1983 | Gstaad Zwitserland                | Pavel Složil      | Colin Dowdeswell Wojtek Fibak       | 6–7, 6–4, 6–2             |
| 22. | 1983 | Bazel Zwitserland                 | Pavel Složil      | Stefan Edberg Florin Segărceanu     | 6–1, 3–6, 7–6             |
| 23. | 1984 | Milaan Italië                     | Pavel Složil      | Kevin Curren Steve Denton           | 6–4, 6–3                  |
| 24. | 1984 | ATP Luxembourg Luxemburg          | Anders Järryd     | Mark Edmondson Sherwood Stewart     | 6–3, 7–5                  |
| 25. | 1984 | Hilversum 't Melkhuisje Nederland | Anders Järryd     | Broderick Dyke Michael Fancutt      | 6–4, 5–7, 7–6             |
| 26. | 1984 | North Conway Verenigde Staten     | Brian Gottfried   | Cássio Motta Blaine Willenborg      | 6–4, 6–2                  |
| 27. | 1984 | U.S. Open New York                | John Fitzgerald   | Stefan Edberg Anders Järryd         | 7–6, 6–3, 6–3             |
| 28. | 1984 | Palermo Italië                    | Blaine Willenborg | Adriano Panatta Henrik Sundström    | 6–7, 6–3, 6–0             |
| 29. | 1984 | Barcelona Spanje                  | Pavel Složil      | Martín Jaite Víctor Pecci           | 6–2, 6–0                  |
| 30. | 1984 | Bazel Zwitserland                 | Pavel Složil      | Stefan Edberg Tim Wilkison          | 7–6, 6–2                  |
| 31. | 1984 | Stockholm Zweden                  | Henri Leconte     | Vijay Amritraj Ilie Năstase         | 3–6, 7–6, 6–4             |
| 32. | 1985 | Memphis Verenigde Staten          | Pavel Složil      | Kevin Curren Steve Denton           | 1–6, 6–3, 6–4             |
| 33. | 1985 | Rotterdam Nederland               | Pavel Složil      | Vitas Gerulaitis Paul McNamee       | 6–4, 6–4                  |
| 34. | 1985 | Monte Carlo Monaco                | Pavel Složil      | Shlomo Glickstein Shahar Perkiss    | 6–2, 6–3                  |
| 35. | 1985 | Gstaad Zwitserland                | Wojtek Fibak      | Brad Drewett Mark Edmondson         | 6–7, 6–4, 6–4             |
| 36. | 1985 | Stuttgart Outdoor Duitsland       | Ivan Lendl        | Andy Kohlberg João Soares           | 3–6, 6–4, 6–2             |
| 37. | 1986 | Bari Italië                       | Gary Donnelly     | Sergio Casal Emilio Sánchez         | 2–6, 6–4, 6–4             |
| 38. | 1986 | French Open Roland Garros, Parijs | John Fitzgerald   | Stefan Edberg Anders Järryd         | 6–3, 4–6, 6–3, 6–7, 14–12 |
| 39. | 1986 | Hilversum Nederland               | Miloslav Mečíř    | Tom Nijssen Johan Vekemans          | 6–4, 6–2                  |
| 40. | 1986 | Kitzbühel Oostenrijk              | Heinz Günthardt   | Hans Gildemeister Andrés Gómez      | 4–6, 6–3, 7–6             |
| 41. | 1986 | Toulouse Frankrijk                | Miloslav Mečíř    | Jakob Hlasek Pavel Složil           | 6–2, 3–6, 6–4             |
| 42. | 1987 | Hamburg Duitsland                 | Miloslav Mečíř    | Claudio Mezzadri Jim Pugh           | 4–6, 7–6, 6–2             |
| 43. | 1987 | Gstaad Zwitserland                | Jan Gunnarsson    | Loïc Courteau Guy Forget            | 7–6, 6–2                  |
| 44. | 1987 | Praag Tsjecho-Slowakije           | Miloslav Mečíř    | Stanislav Birner Jaroslav Navrátil  | 6–3, 6–7, 6–3             |
| 45. | 1987 | Barcelona Spanje                  | Miloslav Mečíř    | Javier Frana Christian Miniussi     | 6–1, 6–2                  |
| 46. | 1987 | Bazel Zwitserland                 | Anders Järryd     | Stanislav Birner Jaroslav Navrátil  | 6–4, 6–3                  |
| 47. | 1987 | Wembley Engeland                  | Miloslav Mečíř    | Ken Flach Robert Seguso             | 7–5, 6–4                  |
| 48. | 1987 | Masters Doubles Londen            | Miloslav Mečíř    | Ken Flach Robert Seguso             | 6–4, 7–5, 6–7, 6–3        |
| 49. | 1988 | Genève Zwitserland                | Mansour Bahrami   | Gustavo Luza Guillermo Pérez Roldán | 6–4, 6–3                  |
| 50. | 1988 | Bazel Zwitserland                 | Jakob Hlasek      | Jeremy Bates Peter Lundgren         | 6–3, 6–1                  |
| 51. | 1989 | Athene Griekenland                | Claudio Panatta   | Gustavo Giussani Gerardo Mirad      | 6–3, 6–2                  |
| 52. | 1989 | Monte Carlo Monaco                | Mark Woodforde    | Paolo Canè Diego Nargiso            | 1–6, 6–4, 6–2             |
| 53. | 1989 | Stuttgart Outdoor Duitsland       | Petr Korda        | Florin Segărceanu Cyril Suk         | 6–3, 6–4                  |
| 54. | 1990 | Monte Carlo Monaco                | Petr Korda        | Andrés Gómez Javier Sánchez         | 6–4, 7–6                  |

## Resultaten grandslamtoernooien
| Legenda | Legenda                          |
| ------- | -------------------------------- |
| g.t.    | geen toernooi gehouden           |
| l.c.    | lagere categorie                 |
| –       | niet deelgenomen                 |
| G       | uitgeschakeld in de groepsfase   |
| 1R      | uitgeschakeld in de eerste ronde |
| 2R      | uitgeschakeld in de tweede ronde |
| 3R      | uitgeschakeld in de derde ronde  |
| 4R      | uitgeschakeld in de vierde ronde |
| KF      | uitgeschakeld in de kwartfinale  |
| HF      | uitgeschakeld in de halve finale |
| F       | de finale verloren               |
| W       | het toernooi gewonnen            |
| w-v     | winst/verlies-balans             |

### Enkelspel
| Toernooi        | 1976 | 1977 | 1977 | 1978 | 1979 | 1980 | 1981 | 1982 | 1983 | 1984 | 1985 | 1986 | 1987 | 1988 |
| --------------- | ---- | ---- | ---- | ---- | ---- | ---- | ---- | ---- | ---- | ---- | ---- | ---- | ---- | ---- |
| Australian Open | –    | –    | –    | –    | –    | –    | –    | –    | KF   | –    | 2R   | –    | –    | –    |
| Roland Garros   | 2R   | 1R   | 1R   | 3R   | 1R   | 2R   | 2R   | 3R   | 2R   | 2R   | 4R   | 3R   | 1R   | 1R   |
| Wimbledon       | –    | 1R   | 1R   | 1R   | 2R   | –    | 1R   | 3R   | 1R   | KF   | 2R   | 3R   | 2R   | 1R   |
| US Open         | –    | 2R   | 2R   | 2R   | 2R   | –    | –    | –    | 2R   | 4R   | 4R   | 1R   | 2R   | 1R   |

### Mannendubbelspel
| Toernooi        | 1976 | 1977 | 1977 | 1978 | 1979 | 1980 | 1981 | 1982 | 1983 | 1984 | 1985 | 1986 | 1987 | 1988 | 1989 | 1990 | 1991 | 1992 |
| --------------- | ---- | ---- | ---- | ---- | ---- | ---- | ---- | ---- | ---- | ---- | ---- | ---- | ---- | ---- | ---- | ---- | ---- | ---- |
| Australian Open | –    | –    | –    | –    | –    | –    | –    | –    | 3R   | –    | 2R   | –    | –    | –    | –    | –    | –    | 1R   |
| Roland Garros   | 1R   | –    | –    | KF   | HF   | 3R   | 3R   | 1R   | HF   | F    | 1R   | W    | 1R   | 1R   | 3R   | 3R   | –    | –    |
| Wimbledon       | –    | –    | –    | –    | 3R   | –    | 2R   | 1R   | –    | 3R   | 2R   | 2R   | 3R   | KF   | –    | 2R   | 1R   | –    |
| US Open         | –    | 1R   | 1R   | 2R   | 2R   | –    | –    | –    | 1R   | W    | 1R   | 3R   | 3R   | 3R   | 3R   | 1R   | 1R   | –    |